# Nārāyangarh (ort i Indien)
Nārāyangarh är en ort i Indien.   Den ligger i distriktet Mandsaur och delstaten Madhya Pradesh, i den centrala delen av landet, 500 km söder om huvudstaden New Delhi. Nārāyangarh ligger 445 meter över havet och antalet invånare är 10 233.
Terrängen runt Nārāyangarh är platt. Runt Nārāyangarh är det ganska tätbefolkat, med 222 invånare per kvadratkilometer. Närmaste större samhälle är Jīran, 16,6 km väster om Nārāyangarh. Trakten runt Nārāyangarh består till största delen av jordbruksmark.